# Edith Fanta
Edith Susana Elisabeth Fanta là một nhà nghiên cứu Nam Cực người Brazin nổi tiếng trong việc bảo tồn và bảo vệ Nam Cực.

## Cuộc đời và giáo dục
Fanta được sinh ra tại São Paulo, Brazil, năm 1943. Bà được nhận bằng thạc sĩ (1970) và Tiến sĩ (1972) từ trường Đại học São Paulo trong lĩnh vực của động vật học.

## Sự nghiệp và tầm ảnh hưởng
Fanta tiến hành nghiên cứu sau tiến sĩ tại Viện của Phóng xạ và Môi trường ở Munich, Đức (1974-76), và tại trường Đại học Bristol, Anh quốc. Sau đó bà quay trở lại Brazil làm việc tại Viện Thủy sinh vật học ở Đại học Bang São Paulo, trước khi nhận chức giáo sư tại trường Đại học liên bang Paraná (UFPR) thuộc Trung tâm của Nghiên cứu Biển vào năm 1980. Sau đó bà chuyển đến Sở nghiên cứu Sinh học tế bào ở trường UFPR.
Fanta tham gia vào chương trình Brazin Nam Cực trong 25 năm kể từ khi ra đời vào năm 1983. Bà đã trở thành một nhà lãnh đạo quốc tế trong lĩnh vực khoa học Nam Cực nhờ những nghiên cứu về hành vi, sinh lý học và hình thái của các loài cá ở Nam Cực, xuất bản đến 58 bài báo. Bà đại diện cho Brazil ở nhiều diễn đàn Nam Cực quốc tế, bao gồm Ủy ban Khoa học về Nghiên cứu nam Cực (SCAR) Nhóm nghiên cứu Sinh học/ Khoa học cuộc sống và Công ước về bảo tồn nguồn lợi ở biển Nam Cực (CCAMLR) từ năm 1992. Trong hơn mười năm, bà đã có nhiều đóng góp cho Hệ thống Hiệp ước châu Nam cực dưới tư cách là thành viên của Nhóm Chuyên gia về các vấn đề môi trường và bảo tồn SCAR. Bà cũng từng là thành viên của Năm địa cực Quốc tế (IPY) Ủy ban và tổ chức một dự án của IPY (2007-2008). Bà cống hiến cho khoa học dựa trên bảo tồn và quản lý của tài nguyên biển Nam Cực giúp bà được bầu cử trở thành Chủ tịch Ủy ban Khoa học của Ủy ban bảo tồn nguồn tài nguyên biển Nam cực (CCAMLR) nơi bà làm việc từ năm 2005 cho đến khi qua đời vào năm 2008.